# (3568) ASCII
(3568) ASCII es un asteroide perteneciente al cinturón de asteroides descubierto el 17 de octubre de 1936 por Margueritte Laugier desde el Observatorio de Niza, Francia.

## Designación y nombre
ASCII recibió al principio la designación de 1936 UB.
Más tarde se nombró por el código ASCII, un código de caracteres latinos usado en computación.

## Características orbitales
ASCII está situado a una distancia media del Sol de 3,143 ua, pudiendo alejarse hasta 3,898 ua y acercarse hasta 2,387 ua. Tiene una excentricidad de 0,2405 y una inclinación orbital de 19,43°. Emplea 2035 días en completar una órbita alrededor del Sol.